# Tobias Schönenberg

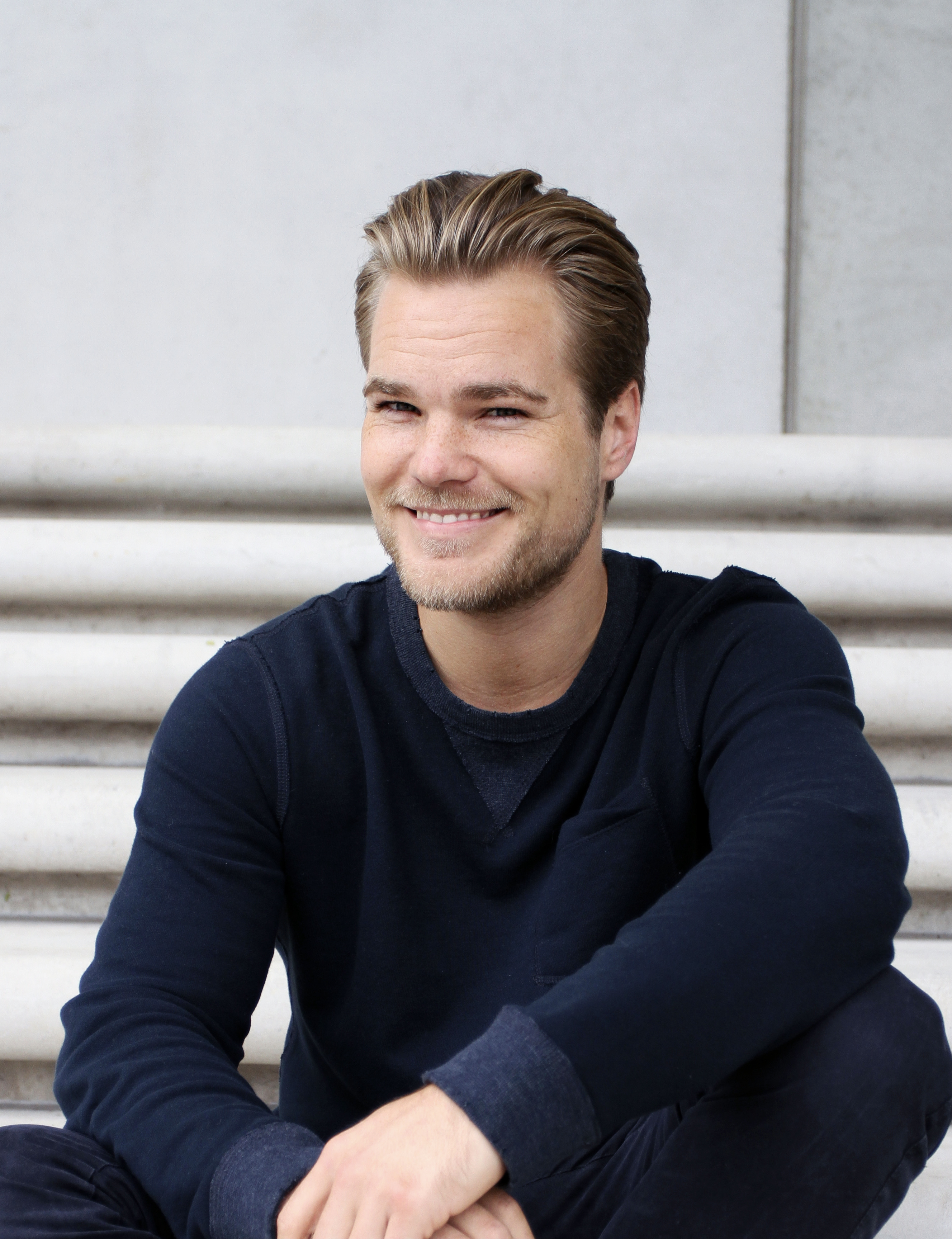
Tobias Schönenberg (2015)

Tobias Schönenberg (* 17. August 1986 in Hagen) ist ein deutscher Schauspieler und Regisseur.

## Leben
Schönenberg nahm seit 2003 privaten Schauspielunterricht bei Christoph Hilger. Um diesen zu finanzieren, verdiente er neben der Schule Geld als Fotomodell. Seine erste Rolle spielte er 2003 im Kurzfilm Sein oder Träumen unter der Regie von Fabian Harloff.
Nach dem Realschulabschluss an der Realschule Halver im Jahr 2003 wechselte er auf ein Gymnasium. Wegen eines erfolgreich bestanden Castings bei Verbotene Liebe ging er jedoch frühzeitig mit der Fachhochschulreife von der Schule ab und zog aus dem Sauerland nach Köln.
Vom 15. April 2005 bis 27. April 2007 spielte er in der ARD-Vorabendserie die Rolle des sportlichen Mädchenschwarms Paul Brandner. Seit 2008 lebt Tobias Schönenberg in Hamburg. Außerdem stand er in Episodenhauptrollen für die Serien 112 – Sie retten dein Leben (RTL) und Ihr Auftrag, Pater Castell (ZDF) vor der Kamera.
Er gründet 2014 seine eigene Produktionsfirma SchönenbergFilm GmbH. Neben der Produktion und Inszenierung von Werbefilmen, konzentriert er sich auf die Realisierung fiktionaler Projekte.
Sein Regiedebüt feierte er mit dem eigen produzierten Kinokurzfilm Zehn Sekunden Himmel, der auf dem 36. Max-Ophüls-Festival in Saarbrücken uraufgeführt wurde. Mit der Inszenierung des Diplomwerbefilms Unspoken Words der Filmakademie Baden-Württemberg gewann er 2018 den New Yorker Clio Award in silber. 2022 überraschte er mit einem weiteren Kurzfilm Augen zu und tanzen, 2023 mit dem von Tobby Holzinger initiierten Spielfilm Die Q ist ein Tier, der weltweit für Aufsehen sorgte.
Tobias Schönenberg hat einen Zwillingsbruder, Stefan Schönenberg. Beide drehten zusammen einen Kurzfilm namens Zwillinge und standen 2016 gemeinsam für die britische TV-Serie The Missing II in Belgien vor der Kamera.

## Filmografie (Auswahl)
Regisseur
- 2014: Zehn Sekunden Himmel[4] (Kurzfilm)
- 2018: Unspoken Words[5] (Werbefilm)
- 2022: Augen zu und tanzen[6] (Kurzfilm)
- 2023: Die Q ist ein Tier (Spielfilm)

Schauspieler
- 2005–2007: Verbotene Liebe
- 2006: Unser Charly
- 2008: 112 – Sie retten dein Leben
- 2009: Mord in bester Gesellschaft – Der süße Duft des Bösen
- 2009: Ihr Auftrag, Pater Castell – Das Voynich-Manuskript
- 2010: Forsthaus Falkenau (3 Folgen)
- 2010: Eine wie keine
- 2010: SOKO Stuttgart – Killesberg-Baby
- 2011: Funny Movie: Biss zur großen Pause – Das Highschool Vampir Grusical
- 2011: Das große Comeback
- 2012: SOKO Wismar – Die Mörderspinne
- 2012: Cowboy und Indianer (Kurzfilm)
- 2013: In aller Freundschaft – Mütter
- 2013: Notruf Hafenkante – Gefangen
- 2013: Kaiserschmarrn
- 2014: Um Himmels Willen – Wort für Wort
- 2014: Zwischen Welten
- 2016: The Missing II
- 2017: Der Alte – Knock-out
- 2018: World on Fire
- 2018: Morden im Norden – Zwischen Leben und Tod
- 2019: In aller Freundschaft – Die jungen Ärzte – Schwindel
- 2019: Die Pfefferkörner – Sabotage
- 2021: Inga Lindström – Geliebter Sven
- 2024: Morden im Norden[7]

## Auftritte
- 2006: Bad Candy – More More More (Musikvideo)
- 2009: Das perfekte Promi-Dinner

## Auszeichnungen (Auswahl)
Regisseur
- 2018: Clio Award (silber) Unspoken Words[8] (Diplomwerbefilm der Filmakademie Baden-Württemberg)
- 2023: Best Director – Die Q ist ein Tier (Mokkho International Film Festival, Indien)[9]

Schauspieler
- 2012: Gewinner Intern. Festival der Filmhochschulen, München: Panther Preis für Cowboy und Indianer[10]